# إيزابيل كاراسكو
إيزابيل كاراسكو (4 مارس 1955 - 12 مايو 2014) سياسية إسبانية من حزب الشعب. خدمت كاراسكو في مجلس الشيوخ الأسباني بين عامي 2003 و2007. في وقت وفاتها كانت كاراسكو رئيسة الحكومة في مقاطعة ليون الشمالية الغربية ورئيسة حزب الشعب في المقاطعة. قُتلت في مايو 2014 عندما كانت تسير من منزلها لحضور اجتماع لحزب سياسي.
تم إطلاق النار على كاراسكو أثناء عبورها جسرًا فوق نهر بيرنسجا في ليون. ماريانو راخوي رئيس وزراء إسبانيا ورئيس حزب الشعب ألغى ارتباطاته في أعقاب وفاتها. تم القبض على أم وابنتها فيما بعد بالتزامن مع وفاة كاراسكو. كانت الابنة قد طُردت مؤخرًا من المجلس، وشهدت الأم في المحاكمة بالمحكمة أن ابنتها قد تركت وظيفتها لأنها رفضت ممارسة الجنس مع كاراسكو. كانت المرأتين زوجة وابنة قائد شرطة في مقاطعة ليون. في 20 فبراير 2016 أُدين مونتسيرات غونزاليس وابنتها تريانا مارتينيز وضابط الشرطة المحلي راكيل غاغو صديق مارتينيز، بتهمة التخطيط لقتل كاراسكو وتنفيذه.